# Ål

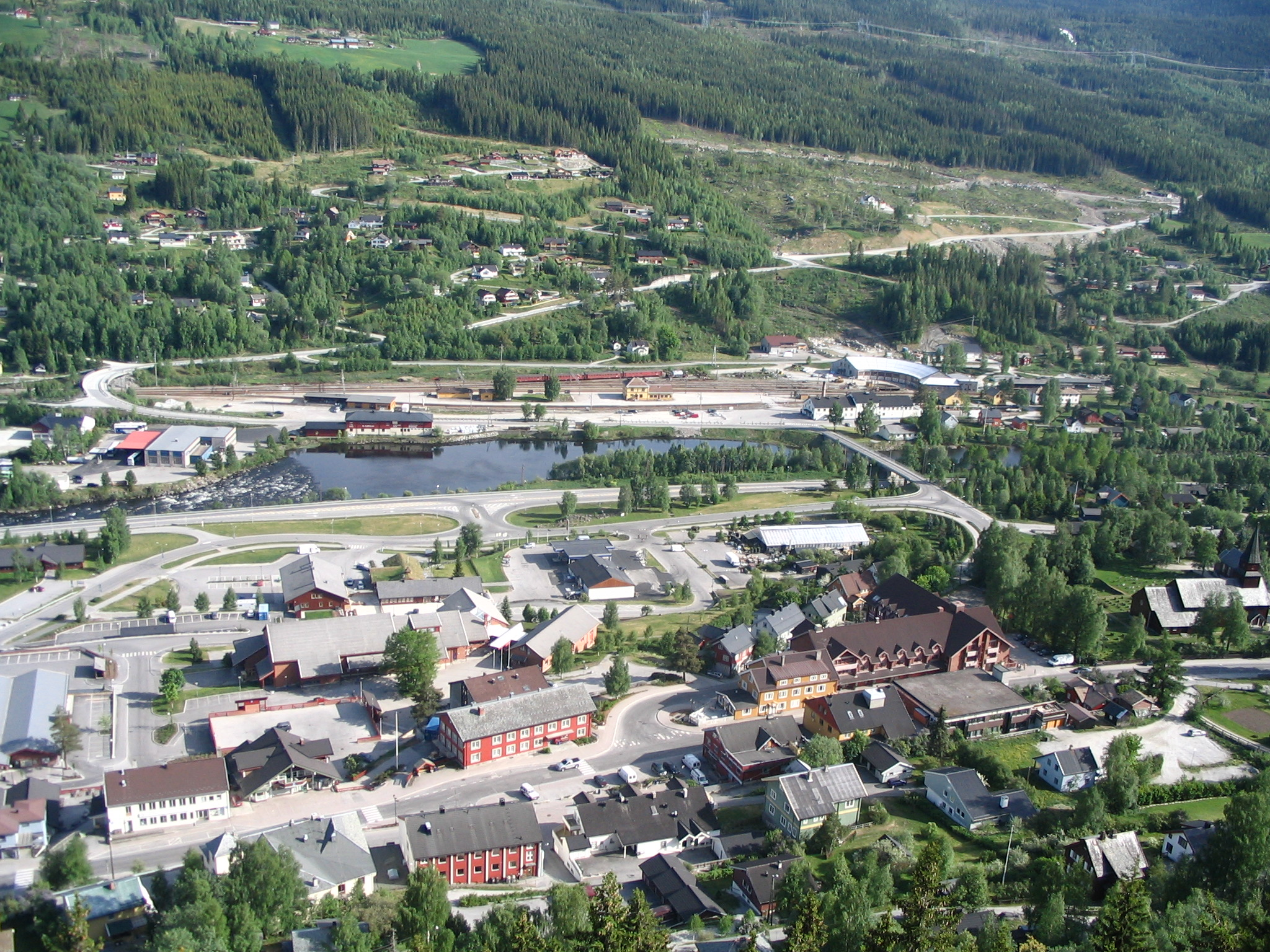
Zentrum von Ål

Ål ist eine Stadt und Kommune in der Provinz (Fylke) Buskerud in Norwegen.

## Geographie
Im Norden grenzt die Kommune an Lærdal (Provinz Vestland) und Hemsedal, im Osten an Gol und Nesbyen, im Süden an Nore og Uvdal sowie im Westen an Hol.
Die Kommune befindet sich im Bereich des Hallingdal und zeichnet sich durch gute Wintersportmöglichkeiten aus. Etwa 81 % der Fläche bestehen aus Gebirgen und Hochebenen über 900 moh., der höchste Punkt der Gemeinde ist der Raudbergskarvet mit 1819 moh. Die meisten Einwohner wohnen in Ål Sentrum, Torpo, Votndalen und Leveld. Daneben gibt es noch eine Reihe von Hüttensiedlungen u. a. Bergsjø, Skarslia, Votndalsåsen, Liatoppen, Torpo und Sangefjell.

## Geschichte
Die Kommune Ål wurde 1837 gegründet, als Kommunen in Norwegen eingeführt worden sind. Im Jahr 1877 wurde die Hol ausgegliedert, später veränderten sich die Grenzen nicht mehr. Bis 1921 wurde der Name der Kommune noch Aal geschrieben. Nach der Regionalreform in Norwegen gehörte Ål von 2020 bis 2023 zum Fylke Viken.
In Ål wurde eines der Prachtschwerter gefunden, von denen sich zu mehreren im Baltikum, zwei in Dänemark, das Suontaka-Schwert in Finnland und das Langeid-Schwert im norwegischen Setesdal fanden.

## Wappen
Das seit 1984 offizielle Wappen zeigt in Rot drei pfahlgestellte silberne quadrierte Kreuze und soll die Kunsthandwerkstradition der Kommune widerspiegeln.

## Sehenswürdigkeiten
- Freilichtmuseum Ål Bygdamuseum
- Stabkirche Torpo

## Sport
In Ål finden Biathlon-Wettkämpfe statt. 2002 wurden hier Europacup-Rennen der Junioren und Senioren veranstaltet.

## Persönlichkeiten
- Embrik Strand (1876–1947), Entomologe und Hochschullehrer
- Rolf Nesch (1893–1975), Maler
- Olav Thon (1923–2024), Immobilienunternehmer
- Eldbjørg Løwer (* 1943), Politikerin
- Ragnhild Jepsen (* 1969), Bischöfin